# 夏期講談会
夏期講談会（かきこうだんかい）は、1900年から1902年まで年1回、内村鑑三が主催した聖書の講演会である。
1900年（明治33年）、『東京独立雑誌』の主筆であった内村鑑三は、第58号と第59号で夏期講談会を計画し、広告した。しかし、1890年7月に東京独立雑誌社は解散したため、内村一人で責任を引き受けることになった。大島正健、松村介石、留岡幸助らが講師として応援した。
1900年7月25日より8月3日までの10日間、聖書を中心に道徳、文学、歴史などのキリスト教的「講究会」が東京府角筈の女子独立学校で80名が寝食を共にして行われた。主な参加者は、井口喜源治、荻原守衛、森本慶三、小山内薫らであった。
第2回は1901年に角筈で行われ、浅野猶三郎、志賀直哉などが加わった。第3回は1902年7月に同じく角筈で行われ、大島正健、黒岩涙香、津田仙、山県五十雄などが講師になった。この会では大賀一郎、海保竹松、斎藤宗次郎、青山士、有島武郎などが参加した。
この3度にわたった講談会が終わった後、参加者の有志によって角筈聖書研究会が作られた。それにより、内村鑑三の無教会派の運動が展開されることになった。